# Otto Frödin
För fadern, organisten och musikläraren med samma namn, se Otto Frödin (musiker).
Otto Vilhelm Andreas Frödin, född 26 februari 1881 i Uppsala, död 14 augusti 1953 på Lidingö, var en svensk arkeolog som arbetade både med forntiden och medeltiden. Han var bror till John och Gustaf Frödin.

## Utbildning
Frödin blev student vid Uppsala universitet 1899 och filosofie doktor 1919. År 1905 blev han e.o. tjänsteman vid Statens historiska museum och 1911 antikvarie och föreståndare för museets avdelning för sten- och bronsåldern. Frödin blev riddare av Nordstjärneorden 1925. Han är begravd på Lidingö kyrkogård.

## Utgrävningar

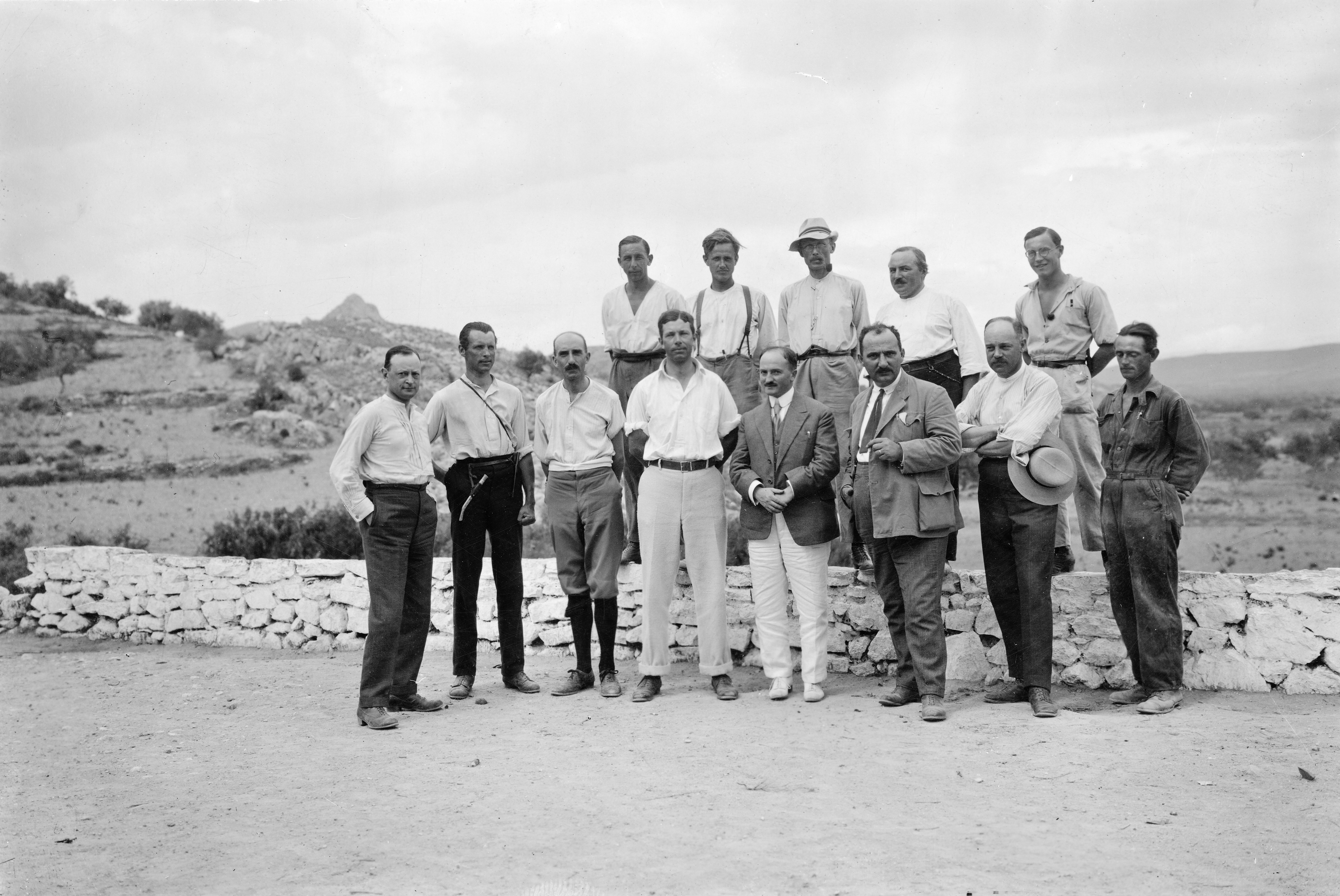
Gruppbild av svenskarna som deltog i utgrävningarna i Asine. Otto Frödin är i övre raden, tredje man.

Åren 1903–1908 utförde han tillsammans med Oscar Almgren och Gustaf Hallström arkeologisk-topografiska undersökningar i Bohuslän. Frödin bedrev från 1909 omfattande utgrävningar i Alvastra i Östergötlands län, vilkas resultat han publicerade i Alvastrabygden under medeltiden 1919 samt i ett antal uppsatser. Bland de fornlämningar vid Alvastra som Frödin grävde ut märks Alvastra kloster, Alvastra pålbyggnad (från mellanneolitikum), Sverkersgården (en tidigmedeltida kryptkyrka) och Sverkerskapellet (en stenbyggnad vars funktion framstår som oklar). Tillsammans med Axel W. Persson ledde han utgrävningarna i Asine, Grekland, under åren 1922, 1924, 1926 och 1930. I publikationen Asine. Results of the Swedish excavations 1922–1930 som utkom 1938 författade Frödin stora delar.

## Testamentsexekutor efter Verner von Heidenstam
I slutet av 1930-talet var Frödin Verner von Heidenstams närmaste förtrogne på Övralid tills denne avled 1940. Frödin utsågs tillsammans med Allvar Elmström till testamentsexekutorer efter Heidenstam. Fredrik Böök hävdade därefter att Frödin i sin egenskap av testamentsexekutor hade skott sig. Några ekonomiska oegentligheter från Frödins sida har dock inte kunnat påvisas,  men han hade anlitat den danske advokaten Oskar Fich i syfte att avslöja Kate Bangs tidigare kärlekshistoria med advokaten Vagn Aagesen, i syfte att kompromettera Bang. Genom att Fichs utredning lades åt sidan, tvingades Frödin 1941 att lämna posten som stiftelsens sekreterare, men satt kvar i styrelsen som vanlig ledamot.